# Sant Feliu de Llobregat
Sant Feliu del Llobregat este o localitate în Spania în comunitatea Catalonia în provincia Barcelona. În 2006 avea o populație de 42.486 locuitori cu o suprafață de 12 km2.

Stema

1. ↑  Nomenclátor Geográfico de Municipios y Entidades de Población (20240402 edition)
2. ↑  Lourdes Borrell (PSC) gana en Sant Feliu de Llobregat (în spaniolă), 29 mai 2023, accesat în 29 octombrie 2024
3. 1 2   http://www.idescat.cat/pub/?id=aec&n=925&t=2016 Lipsește sau este vid: |title= (ajutor)